# 里利夫卡
50°21′38″N 27°16′57″E / 50.36056°N 27.28250°E
里利夫卡（烏克蘭語：Рилівка），是烏克蘭的村落，位於該國西部赫梅利尼茨基州，由舍佩蒂夫卡區負責管轄，面積1.11平方公里，海拔高度237米，2001年人口438，人口密度每平方公里3,946人。